# Майкл Джексон: Жизнь поп-иконы
«Майкл Джексон: Жизнь поп-иконы» (англ. «Michael Jackson: The Life of an Icon») — американский документальный фильм Дэвида Геста, посвящённый биографии Майкла Джексона. Режиссёр — Эндрю Эстель.
«Жизнь поп-иконы» охватывает всю биографию музыканта от первых выступлений в семейной группе The Jackson 5 до самой смерти, о Джексоне рассказывают члены его семьи, а также его многочисленные коллеги и знакомые. Официальная премьера фильма состоялась 2 ноября 2011 года в Лондоне, а 3 ноября кинокартина была выпущена на DVD и Blu-ray. Издания фильма на дисках содержат бонусные интервью с родственниками музыканта и создателями картины.

## Содержание фильма
Идея снять документальный фильм о Майкле Джексоне принадлежала американскому продюсеру и давнему другу певца Дэвиду Гесту. В съёмках «Жизни поп-иконы» приняли участие члены семьи Майкла Джексона: его мать Кэтрин, брат Тито и сестра Ребби. Кроме того, о певце рассказали его многочисленные коллеги и знакомые, такие как Уитни Хьюстон, Смоки Робинсон, Пол Анка и другие. Фильм охватывает всю биографию музыканта от первых выступлений в семейной группе The Jackson 5 до самой смерти. Съёмки заняли 15 месяцев, перед создателями картины стояла задача рассказать о Джексоне правду, избегая многочисленных вымышленных сплетен из прессы. Продюсер рассказал: «В фильме вы видите и хорошие, и плохие, и нейтральные вещи, но я чувствую, что рассказал историю честно».
На DVD и Blu-ray изданиях фильма содержатся бонусные материалы: дополнительные интервью с членами семьи певца и создателями картины.

## Участники
| - Майкл Джексон (архивные съёмки) - Дэвид Гест - Кэтрин Джексон - Тито Джексон - Ребби Джексон - Рон Алексенбург - Пол Анка - Дон Блэк - Пибо Брайсон - Кеннет Гэмбл - Кит Джексон - Рональд Джексон - Рейноуд Джонс - Фрэнк ДиЛео - Ламонт Дозье | - Фрэнк Кассио - Петула Кларк - Уэлдон Артур Макдугал - Мэрилин Макку - Томас Месеро - Фрида Пейн - Билли Пол - Ронни Ранцифер - Марта Ривз - Микки Руни - Валери Симпсон - Перси Следж - Дж. Рэнди Тараборелли - Бобби Тейлор - Рассел Томпкинс мл. | - Декстер Уонсел - Дайон Уорвик - Ким Уэстон - Абдул Факир - Эдди Флойд - Милфорд Хайт - Роберт Хайт - Леон Хафф - Брайан Холланд - Эдди Холланд - Бренда Холлоуэй - Уитни Хьюстон - Деннис Эдвардс - Николас Эшфорд |

## Премьера и реакция критиков
| Рейтинги     | Рейтинги                                                                           |
| Издание      | Оценка                                                                             |
| ------------ | ---------------------------------------------------------------------------------- |
| Weser Kurier | положительная                                                                      |
| Whysoblu.com | 3,5 из 5 звёзд · 3,5 из 5 звёзд · 3,5 из 5 звёзд · 3,5 из 5 звёзд · 3,5 из 5 звёзд |

Официальная премьера фильма состоялась в Лондоне 2 ноября 2011 года, а 3 ноября состоялся релиз картины с бонусными интервью на DVD и Blu-ray. В своём обзоре рецензент газеты Weser Kurier написала: «Коллеги и члены семьи Джексона рассказывают о личности музыканта, делятся забавными историями и пытаются развеять сложившиеся заблуждения. Режиссёру удалось нарисовать нейтральный и заслуживающий доверия образ великого артиста». По мнению журналистки, издания фильма на дисках не обеспечили оптимального качества: на видео заметен небольшой шум изображения, а речь участников временами кажется слишком громкой. Рецензент сайта Whysoblu.com поставил «Жизни поп-иконы» смешанную оценку, журналист отметил, что фильм осветил все стороны жизни певца, в том числе скандальные и неоднозначные, однако документальная картина кажется неполной без фрагментов видеоклипов и концертов Джексона: «Большая часть такого материала связана с его детскими годами, при этом такой карьерный взлёт как Off the Wall не упоминается вообще, а альбому Thriller уделено очень мало внимания».